# Новакова, Тереза
Тере́за Новако́ва (чеш. Teréza Nováková; 31 июля 1853, Прага — 12 ноября 1912, Прага) — чешская писательница и представитель критического реализма в прозе.
Самые известные романы Терезы Новаковой были вдохновлены окрестностями города Литомишль. В своих произведениях она сосредоточилась на проблеме дискриминации сельского населения и вопросе женской роли в обществе.
Она являлась важным представителем чешского феминизма.

## Биография
Тереза Новакова родилась 31 июля 1853 в Праге первым ребёнком в семье Франтишека Лангауса, чиновника Чешского сберегательного банка. Отец учил Терезу чешскому патриотизму и показывал ей памятники Праги. Мать Терезы имела немецкие корни и старалась передать дочери немецкое, французское и русское образование. В детстве Тереза перенесла болезнь ушей, которая длилась около тринадцати лет, и поэтому она много занималась чтением и изучением иностранных языков.
В середине 70-х годов Тереза познакомилась с пражским доктором философии Йозефом Новаком, за которого она вышла замуж. После брака они переехали из Праги в город Литомишль, но Терезе было нелегко привыкнуть к жизни в небольшом городе. Свою жизнь она изобразила в повестях с автобиографическими чертами, напр. «Из весенней воды» (чеш. Z jarních vod), «Сплетни с бала» (чеш. Klepy z plesu), «Орландо Ферро» (чеш. Orlando Ferro), «Четверка времен» (чеш. Četvero dob) или «Правильность половины работы» (чеш. Správnost půl práce).
В течение семи лет Тереза Новакова родила шестерых детей, но большинство из которых умерли в младенчестве. Выжил только один её сын — Арне Новак, который стал литературным историком и критиком.
С 1882 года она начала заниматься литературной деятельностью и писала разные статьи в многие журналы, или под своим настоящим именем, или под псевдонимом «Н. Т. Феодорович» (чеш. N. T. Feodorovič). Она получила известность в области женской эмансипации и её популяризации благодаря её статьям в журналах «Хозяйка» (чеш. Hospodyně) и «Женские послания» (чеш. Ženské listy). С 1896 она начала издавать собственный журнал «Женский мир» (чеш. Ženský svět).
Сначала ей пришлось бороться с неприятием небольшого города и литературным неодобрением. Позже она должна была смириться со смертью её детей. В последние годы своей жизни она жила в городе Просеч (чеш. Proseč) и умерла 12 ноября 1912 в Праге.

## Характеристика творчества

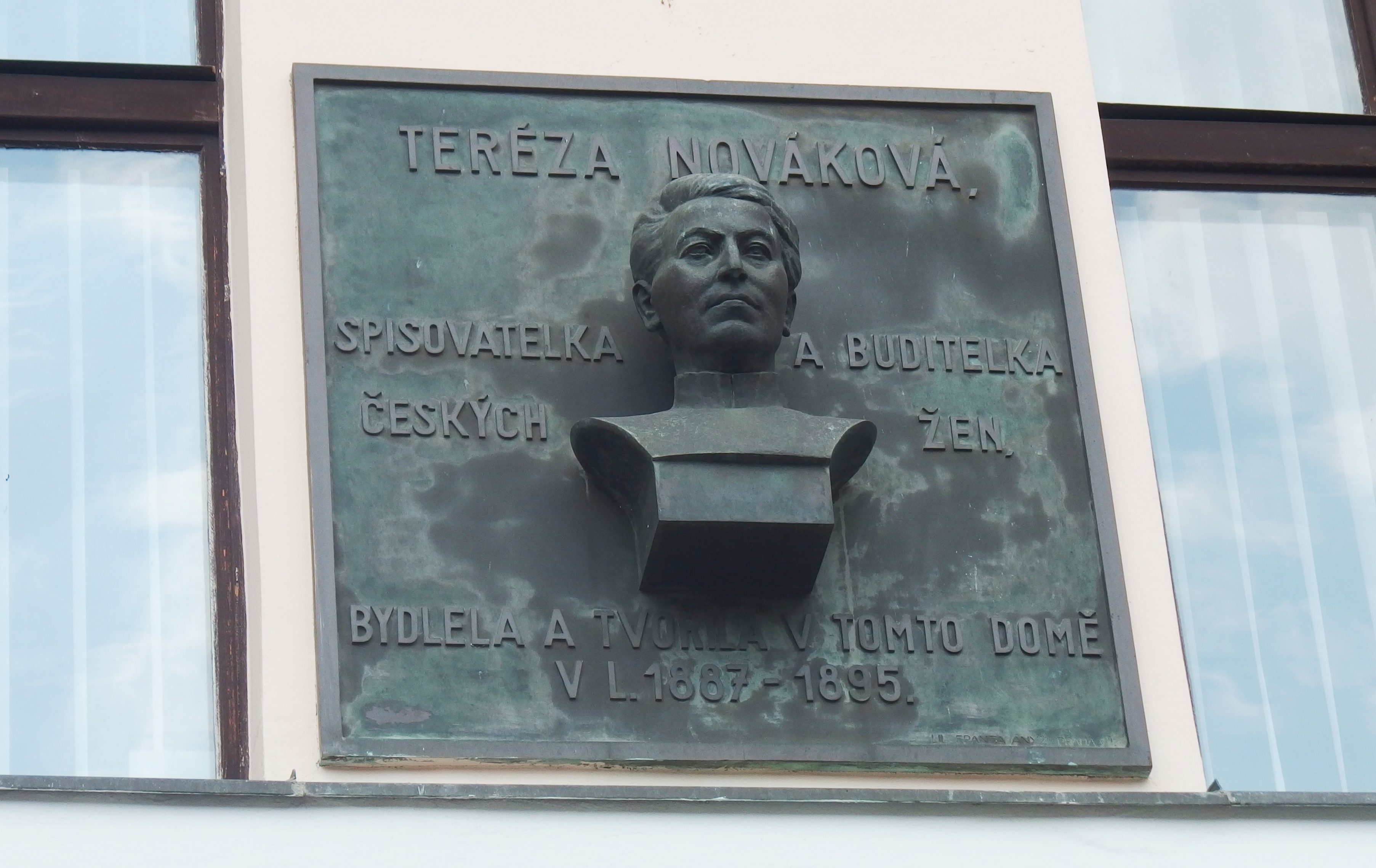
Мемориальная доска Терезы Новаковой в городе Литомишль

Тереза Новакова восхущалась творчеством Карла Гавличека-Борвского и Божены Немцовой, и чешский патриотизм также был характерен для её произведений. Её идеалом стала Каролина Светла.
В своих произведениях она изображала черты характера сельского населения, психологию и патриотизм простых людей. Она наблюдала за ними и сосредоточилась на их национальных, социальных, религиозных, культурных и моральных качествах. Она писала не о собственном счастье, а об отказе себе и работе для других людей, напр. «Мечты и действительность» (чеш. Sny a skutečnost), «Росяные жемчужины» (чеш. Rosné perly), «Басня о неразумном птенце» (чеш. Bájka o pošetilém ptáčeti). В своем творчестве Тереза Новакова также поднимала тему роли женщины в народе и культуре.
Около 1890 года она перестала писать в духе романтизма и перешла на реалистический метод. Среди её реалистических произведений можно упомянуть, например, «Три женских портрета» (чеш. Tři ženské podobizny), «С коробом» (чеш. S nůší), «Два древнепражских рисунка» (чеш. Dva staropražské obrázky). В духе реализма написаны и её самые известные романы, например «Ян Йилек» (чеш. Jan Jílek), «Иржи Шматлан» (чеш. Jiří Šmatlán) или «Драшар» (чеш. Drašar), описывающие атмосферу всей Восточной Чехии во времена XVIII и XIX века.

## Произведения

### Романы
1890 — Maloměstský román
1904 — Jan Jílek
1906 — «Иржи Шматлан» (чеш. Jiří Šmatlán) — переведено на русский язык
1907 — Na Librově gruntě
1909 — Děti čistého živého
1914 — Drašar

### Другая проза
1890 — Z měst i ze samot
1890 — Karolina Světlá, její život a její spisy
1891 — Kresby a črty
1898 — Z nejvýchodnějších Čech
1902 — Ženský klub český v Praze
1902 — Rosné perly
1902 — Úlomky žuly
1912 — Ze ženského hnutí